# Хартанг
Харта́нг (узб. Hartang / Ҳартанг) — кишлак в Пайарыкском районе Самаркандского вилоята (области) Узбекистана.
Находится в 20 километрах к юго-востоку от районного центра — города Пайарык, и в 16 километрах к северу от Самарканда — административного центра и крупнейшего города Самаркандского вилоята. Также в 12 километрах к северо-западу от Хартанга расположен город Челек. По оценочным данным, в кишлаке проживает не менее тысячи человек. Основная часть населения занято сельским хозяйством.
В кишлаке развит туризм. Основная достопримечательность и визитная карточка кишлака Хартанг — Мемориальный комплекс имама Аль-Бухари — место упокоения известнейшего исламского религиозного деятеля, учёного-мухаддиса и муфассира — Абу Абдуллаха Мухаммада ибн Исмаила Аль-Бухари, наиболее известного как Имам Аль-Бухари.
Вокруг кишлака Хартанг расположены другие кишлаки, наиболее крупные из которых Аккурган и Кушкурган.